# Phil Ivey
Phillip Dennis Ivey, Jr. (Riverside, Califórnia, 1 de fevereiro de 1976) é um jogador profissional de pôquer norte-americano, detentor de dez braceletes da Série Mundial de Pôquer.

## Biografia
Phil Ivey nasceu na cidade de Riverside, mas cresceu em Nova Jérsia. Aos oito anos, seu avô lhe ensinou como jogar pôquer, e sua habilidade desenvolveu-se naturalmente. Ele passou a aprender outras modalidades do jogo e, aos 16 anos, já jogava a dinheiro. Durante o período em que jogava como amador, nunca conseguiu dinheiro suficiente para manter-se apenas como jogador, dividindo seu tempo com um emprego em uma empresa de telemarketing.
No ano 2000, Ivey iniciou a participar de torneios como a Série Mundial de Pôquer, participando de eventos do torneio em suas diversas modalidades e vencendo seu primeiro bracelete no evento $2,500 Omaha Pot Limit. O prêmio em dinheiro e o título de campeão o levou ao sucesso e em pouco tempo ele já viajava pelo mundo jogando em diversos torneios. Em 2002, ele disputou vários eventos e conquistou três braceletes, nos eventos S.H.O.E., Seven-Card Stud Hi-Lo e H.O.R.S.E. e em 2005 ganharia mais um bracelete, desta vez no evento Pot Limit Omaha. Neste mesmo ano, Ivey foi eleito pela revista Bluff o melhor jogador de pôquer do ano.
Phil disputou sua primeira mesa final na World Poker Tour no evento de Foxwoods. Nos anos seguintes ele participaria de outras sete mesas finais deste torneio, e em uma delas conquistando o título de campeão, ganhando o prêmio de US$ 1.596.100,00. Outro resultado importante foi o terceiro lugar, também conquistado na World Poker Tour, no evento Bellagio Cup in Season IX.
Ivey é o recordista de participações em mesas finais da World Poker Tour, com nove participações ao todo. Ele conquistou 10 braceletes da Série Mundial de Pôquer, sendo o mais jovem jogador a consquistar este número de braceletes.

## Braceletes
| Ano  | Torneio                                | Prêmio   |
| ---- | -------------------------------------- | -------- |
| 2000 | $2.500 Pot Limit Omaha                 | $195.000 |
| 2002 | $.,500 7 Card Stud Hi/Lo               | $118.440 |
| 2002 | $2,000 S.H.O.E.                        | $107,540 |
| 2002 | $1.500 7 Card Stud                     | $132.000 |
| 2005 | $5,000 Pot Limit Omaha                 | $635.603 |
| 2009 | $2.500 No-Limit 2-7 Draw Lowball       | $96.367  |
| 2009 | $2.500 Omaha Hi/Lo / 7 Card Stud Hi/Lo | $220.538 |
| 2010 | $3.000 H.O.R.S.E.                      | $329.840 |
| 2013 | $2.200 Mixed Event (WSOP Asia Pacific) | $54.252  |
| 2014 | $1.500 Eight-Game Mix                  | $167.332 |